# Honey Boy
Honey Boy is een Amerikaanse dramafilm uit 2019, geregisseerd door Alma Har'el en geschreven door Shia LaBeouf. Het scenario is gebaseerd op zijn jeugd en zijn relatie met zijn vader. LaBeouf schreef het script oorspronkelijk als een vorm van therapie tijdens revalidatie. Hoofdrollen zijn vertolkt door Shia LaBeouf, Lucas Hedges en Noah Jupe.

## Verhaal
De 22-jarige acteur Otis Lort staat op de set van een grote budgetactiefilm. Hij is doodsbang voor een explosie, al is het maar een speciaal effect. Dit doet Otis heel erg denken aan een situatie waarin hij, toen hij 12 was, voor de camera stond voor het opnemen van een televisieprogramma en naar een taart werd gegooid. Otis woonde toen met zijn vader in een vervallen appartementencomplex dat op een motel leek. Zijn vader James, een voormalige clown en heroïneverslaafde, is nu afhankelijk van het geld dat zijn zoon verdient. Een buurman van hen wordt, ondanks hun leeftijdsverschil, zijn beste vriend en is zijn soulmate.
In Tom, die voor het Amerikaanse ministerie van Buitenlandse Zaken werkt, vindt Otis later zoiets als een grote broer. Jaren later bevindt Otis zich in een instelling waar hij aan de dokter uitlegt dat hij lijdt aan een posttraumatische stressstoornis.

## Rolverdeling
| Acteur              | Personage           |
| ------------------- | ------------------- |
| Shia LaBeouf        | James Lort          |
| Lucas Hedges        | Otis Lort (22 jaar) |
| Noah Jupe           | Otis Lort (12 jaar) |
| Byron Bowers        | Percy               |
| Laura San Giacomo   | Dr. Moreno          |
| FKA Twigs           | Shy Girl            |
| Natasha Lyonne      | Moeder              |
| Maika Monroe        | Sandra              |
| Clifton Collins jr. | Tom                 |
| Martin Starr        | Alec                |

## Release
Honey Boy ging in première op het Sundance Film Festival op 25 januari 2019 en werd in de Verenigde Staten op 8 november 2019 uitgebracht door Amazon Studios. De film heeft positieve recensies ontvangen van critici, die zowel de regie van Har'el als de uitvoeringen van LaBeouf en Jupe prezen. LaBeouf werkte al eerder samen met documentairemaker Har'el, voor wie dit de eerste langspeelfilm was, met kleinere projecten.